# Lista de primeiros-ministros da Coreia do Sul
Esta lista de primeiros-ministros da República da Coreia reúne todas as pessoas que exerceram o cargo desde a criação da função em 1948. O primeiro-ministro é nomeado pelo presidente e deve ser aprovado pela Assembleia Nacional. Embora não seja o chefe de governo, o cargo desempenha um papel fundamental na administração pública e na coordenação de políticas nacionais. Em casos de destituição ou incapacitação do presidente, o primeiro-ministro assume interinamente a presidência.
O cargo foi estabelecido pela Constituição de 1948, sendo originalmente denominado Chefe do Governo (국무총리, Gukmu Chongni). Desde então, o primeiro-ministro tem desempenhado um papel fundamental na administração pública sul-coreana, auxiliando na supervisão dos ministérios, coordenando políticas nacionais e, em alguns casos, assumindo interinamente a presidência em momentos de crise ou vacância do cargo presidencial.
Ao longo da história da Coreia do Sul, a função de primeiro-ministro passou por diversas mudanças institucionais, refletindo as transformações políticas do país. Durante períodos de instabilidade, como sob regimes militares, o papel do primeiro-ministro foi reduzido, enquanto em momentos de maior abertura democrática, suas responsabilidades foram ampliadas.

## Lista de primeiros-ministros
| Nº                                                                            | Retrato                                   | Nome (Nascimento–Morte)                                                   | Período no cargo                          | Período no cargo                          | Período no cargo                          | Partido político                          | Presidente                                |
| Nº                                                                            | Retrato                                   | Nome (Nascimento–Morte)                                                   | Posse                                     | Saída                                     | Tempo no cargo                            | Partido político                          | Presidente                                |
| Primeiros-ministros da Primeira República                                     | Primeiros-ministros da Primeira República | Primeiros-ministros da Primeira República                                 | Primeiros-ministros da Primeira República | Primeiros-ministros da Primeira República | Primeiros-ministros da Primeira República | Primeiros-ministros da Primeira República | Primeiros-ministros da Primeira República |
| ----------------------------------------------------------------------------- | ----------------------------------------- | ------------------------------------------------------------------------- | ----------------------------------------- | ----------------------------------------- | ----------------------------------------- | ----------------------------------------- | ----------------------------------------- |
| 1                                                                             |                                           | Lee Beom-seok 이범석 李範奭 (1900–1972)                                   | 31 de julho de 1948                       | 20 de abril de 1950                       | 1 ano, 263 dias                           | Independente                              | Rhee Syng-man                             |
| —                                                                             |                                           | Shin Song-mo 신성모 申性模 (1891–1960) Interino                           | 21 de abril de 1950                       | 22 de novembro de 1950                    | 215 dias                                  | Independente                              | Rhee Syng-man                             |
| 2                                                                             |                                           | Chang Myon 장면 張勉 (1899–1966)                                          | 23 de novembro de 1950                    | 23 de abril de 1952                       | 1 ano, 152 dias                           | Liberal                                   | Rhee Syng-man                             |
| —                                                                             |                                           | Yi Yun-yong 이윤영 李允榮 (1890–1975) Interino                            | 24 de abril de 1952                       | 5 de maio de 1952                         | 11 dias                                   | Independente                              | Rhee Syng-man                             |
| 3                                                                             |                                           | Chang Taek-sang 장택상 張澤相 (1893–1969)                                 | 6 de maio de 1952                         | 5 de outubro de 1952                      | 152 dias                                  | Independente                              | Rhee Syng-man                             |
| 4                                                                             |                                           | Paik Too-chin 백두진 白斗鎭 (1908–1993)                                   | 9 de outubro de 1952                      | 17 de junho de 1954                       | 1 ano, 251 dias                           | Independente                              | Rhee Syng-man                             |
| 5                                                                             |                                           | Pyon Yong-tae 변영태 卞榮泰 (1892–1969)                                   | 27 de junho de 1954                       | 28 de novembro de 1954                    | 154 dias                                  | Independente                              | Rhee Syng-man                             |
| Cargo abolido (28 de novembro de 1954 – 15 de junho de 1960)                  |                                           |                                                                           |                                           |                                           |                                           |                                           |                                           |
| Primeiros-ministros da Segunda República                                      |                                           |                                                                           |                                           |                                           |                                           |                                           |                                           |
| 6                                                                             |                                           | Ho Chong 허정 許政 (1896–1988)                                            | 15 de junho de 1960                       | 18 de agosto de 1960                      | 64 dias                                   | Independente                              | Yun Bo-seon                               |
| 7 (2)                                                                         |                                           | Chang Myon 장면 張勉 (1899–1966)                                          | 19 de agosto de 1960                      | 17 de maio de 1961                        | 271 dias                                  | Democrático                               | Yun Bo-seon                               |
| Ministros-chefes do gabinete do Conselho Supremo para a Reconstrução Nacional |                                           |                                                                           |                                           |                                           |                                           |                                           |                                           |
| —                                                                             |                                           | Chefe do Estado-Maior do Exército Jang Do-young 장도영 張都暎 (1923–2012) | 20 de maio de 1961                        | 2 de julho de 1961                        | 43 dias                                   | Militar                                   | Yun Bo-seon                               |
| —                                                                             |                                           | Chefe do Estado-Maior do Exército Song Yo-chan 송요찬 宋堯讚 (1918–1980)  | 3 de julho de 1961                        | 15 de junho de 1962                       | 347 dias                                  | Militar                                   | Yun Bo-seon                               |
| —                                                                             |                                           | General Park Chung-hee 박정희 朴正熙 (1917–1979)                          | 18 de junho de 1962                       | 9 de julho de 1962                        | 21 dias                                   | Militar                                   | Park Chung-hee (interino)                 |
| —                                                                             |                                           | Kim Hyun-chul 김현철 金顯哲 (1901–1989)                                   | 10 de julho de 1962                       | 16 de dezembro de 1963                    | 1 ano, 159 dias                           | Independente                              | Park Chung-hee (interino)                 |
| Primeiros-ministros da Terceira República                                     |                                           |                                                                           |                                           |                                           |                                           |                                           |                                           |
| 8                                                                             |                                           | Choi Tu-son 최두선 崔斗善 (1894–1974)                                     | 17 de dezembro 1963                       | 9 de maio de 1964                         | 144 dias                                  | Independente                              | Park Chung-hee                            |
| 9                                                                             |                                           | Chung Il-kwon 정일권 丁一權 (1917–1994)                                   | 10 de maio de 1964                        | 20 de dezembro de 1970                    | 6 anos, 224 dias                          | Independente                              | Park Chung-hee                            |
| 10 (4)                                                                        |                                           | Paik Too-chin 백두진 白斗鎭 (1908–1993)                                   | 21 de dezembro de 1970                    | 3 de junho de 1971                        | 164 dias                                  | Republicano Democrático                   | Park Chung-hee                            |
| 11                                                                            |                                           | Kim Jong-pil 김종필 金鍾泌 (1926–2018)                                    | 4 de junho de 1971                        | 20 de novembro de 1972                    | 1 ano, 169 dias                           | Republicano Democrático                   | Park Chung-hee                            |
| Primeiros-ministros da Quarta República                                       |                                           |                                                                           |                                           |                                           |                                           |                                           |                                           |
| 11 (cont.)                                                                    |                                           | Kim Jong-pil 김종필 金鍾泌 (1926–2018)                                    | 21 de novembro de 1972                    | 18 de dezembro de 1975                    | 3 anos, 27 dias                           | Republicano Democrático                   | Park Chung-hee                            |
| 12                                                                            |                                           | Choi Kyu-hah 최규하 崔圭夏 (1919–2006)                                    | 19 de dezembro de 1975                    | 5 de dezembro de 1979                     | 3 anos, 351 dias                          | Independente                              | Park Chung-hee                            |
| 13                                                                            |                                           | Shin Hyun-hwak 신현확 申鉉碻 (1920–2007)                                  | 13 de dezembro de 1979                    | 21 de maio de 1980                        | 160 dias                                  | Republicano Democrático                   | Choi Kyu-hah                              |
| —                                                                             |                                           | Park Choong-hoon 박충훈 朴忠勳 (1919–2001) Interino                       | 22 de maio de 1980                        | 1 de setembro de 1980                     | 102 dias                                  | Republicano Democrático                   | Choi Kyu-hah                              |
| 14                                                                            |                                           | Nam Duck-woo 남덕우 南德祐 (1924–2013)                                    | 2 de setembro de 1980                     | 2 de março de 1981                        | 181 dias                                  | Independente                              | Chun Doo-hwan                             |
| Primeiros-ministros da Quinta República                                       |                                           |                                                                           |                                           |                                           |                                           |                                           |                                           |
| 14 (cont.)                                                                    |                                           | Nam Duck-woo 남덕우 南德祐 (1924–2013)                                    | 3 de março de 1981                        | 3 de janeiro de 1982                      | 306 dias                                  | Independente                              | Chun Doo-hwan                             |
| 15                                                                            |                                           | Yoo Chang-soon 유창순 劉彰順 (1918–2010)                                  | 4 de janeiro de 1982                      | 24 de junho de 1982                       | 171 dias                                  | Independente                              | Chun Doo-hwan                             |
| 16                                                                            |                                           | Kim Sang-hyup 김상협 金相浹 (1920–1995)                                   | 25 de junho de 1982                       | 14 de outubro de 1983                     | 1 ano, 111 dias                           | Independente                              | Chun Doo-hwan                             |
| 17                                                                            |                                           | Chin Iee-chong 진의종 陳懿鍾 (1921–1995)                                  | 15 de outubro de 1983                     | 18 de fevereiro de 1985                   | 1 ano, 126 dias                           | Justiça Democrática                       | Chun Doo-hwan                             |
| —                                                                             |                                           | Shin Byung-hyun 신병현 申秉鉉 (1921–1999) Interino                        | 11 de novembro de 1984                    | 18 de fevereiro de 1985                   | 99 dias                                   | Justiça Democrática                       | Chun Doo-hwan                             |
| 18                                                                            |                                           | Lho Shin-yong 노신영 盧信永 (1930–2019)                                   | 19 de fevereiro de 1985                   | 25 de maio de 1987                        | 2 anos, 95 dias                           | Justiça Democrática                       | Chun Doo-hwan                             |
| —                                                                             |                                           | Lee Han-key 이한기 李漢基 (1917–1995) Interino                            | 26 de maio de 1987                        | 13 de julho de 1987                       | 48 dias                                   | Independente                              | Chun Doo-hwan                             |
| 19                                                                            |                                           | Kim Chung-yul 김정렬 金貞烈 (1917–1992)                                   | 14 de julho de 1987                       | 24 de fevereiro de 1988                   | 225 dias                                  | Independente                              | Chun Doo-hwan                             |
| Primeiros-ministros da Sexta República                                        |                                           |                                                                           |                                           |                                           |                                           |                                           |                                           |
| 20                                                                            |                                           | Lee Hyun-jae 이현재 李賢宰 (nascido em 1929)                              | 25 de fevereiro de 1988                   | 4 de dezembro de 1988                     | 283 dias                                  | Independente                              | Roh Tae-woo                               |
| 21                                                                            |                                           | Kang Young-hoon 강영훈 姜英勛 (1922–2016)                                 | 5 de dezembro de 1988                     | 26 de dezembro de 1990                    | 2 anos, 21 dias                           | Justiça Democrática → Liberal Democrático | Roh Tae-woo                               |
| 22                                                                            |                                           | Ro Jai-bong 노재봉 盧在鳳 (1936–2024)                                     | 27 de dezembro de 1990                    | 23 de maio de 1991                        | 147 dias                                  | Liberal Democrático                       | Roh Tae-woo                               |
| 23                                                                            |                                           | Chung Won-shik 정원식 鄭元植 (1928–2020)                                  | 24 de maio de 1991                        | 7 de outubro de 1992                      | 1 ano, 136 dias                           | Independente                              | Roh Tae-woo                               |
| 24                                                                            |                                           | Hyun Soong-jong 현승종 玄勝鍾 (1919–2020)                                 | 8 de outubro de 1992                      | 24 de fevereiro de 1993                   | 139 dias                                  | Independente                              | Roh Tae-woo                               |
| 25                                                                            | Hwang-insung-archive-korea.jpg            | Hwang In-sung 황인성 黃寅性 (1926–2010)                                   | 25 de fevereiro de 1993                   | 16 de dezembro de 1993                    | 294 dias                                  | Liberal Democrático                       | Kim Young-sam                             |
| 26                                                                            |                                           | Lee Hoi-chang 이회창 李會昌 (nascido em 1935)                             | 17 de dezembro de 1993                    | 21 de abril de 1994                       | 125 dias                                  | Independente                              | Kim Young-sam                             |
| 27                                                                            |                                           | Lee Yung-dug 이영덕 李榮徳 (1926–2010)                                    | 22 de abril de 1994                       | 16 de dezembro de 1994                    | 238 dias                                  | Independente                              | Kim Young-sam                             |
| 28                                                                            |                                           | Lee Hong-koo 이홍구 李洪九 (nascido em 1934)                              | 17 de dezembro de 1994                    | 17 de dezembro de 1995                    | 1 ano, 0 dias                             | Independente                              | Kim Young-sam                             |
| 29                                                                            |                                           | Lee Soo-sung 이수성 李壽成 (nascido em 1939)                              | 18 de dezembro de 1995                    | 4 de março de 1997                        | 1 ano, 76 dias                            | Nova Coreia                               | Kim Young-sam                             |
| 30                                                                            |                                           | Goh Kun 고건 高建 (nascido em 1938)                                       | 5 de março de 1997                        | 2 de março de 1998                        | 362 dias                                  | Nova Coreia → Grande Partido Nacional     | Kim Young-sam                             |
| 31 (11)                                                                       |                                           | Kim Jong-pil 김종필 金鍾泌 (1926–2018)                                    | 3 de março de 1998                        | 12 de janeiro de 2000                     | 1 ano, 315 dias                           | Democratas Liberais Unidos                | Kim Dae-jung                              |
| 32                                                                            |                                           | Park Tae-joon 박태준 朴泰俊 (1927–2011)                                   | 13 de janeiro de 2000                     | 18 de maio de 2000                        | 126 dias                                  | Democratas Liberais Unidos                | Kim Dae-jung                              |
| —                                                                             |                                           | Lee Hun-jai 이헌재 李憲宰 (nascido em 1944) Interino                      | 19 de maio de 2000                        | 22 de maio de 2000                        | 3 dias                                    | Independente                              | Kim Dae-jung                              |
| 33                                                                            | Lee Han-Dong.jpg                          | Lee Han-dong 이한동 李漢東 (1934–2021)                                    | 23 de maio de 2000                        | 10 de julho de 2002                       | 2 anos, 48 dias                           | Democratas Liberais Unidos                | Kim Dae-jung                              |
| —                                                                             |                                           | Chang Sang 장상 張裳 (nascida em 1939) Interino                           | 11 de julho de 2002                       | 31 de julho de 2002                       | 20 dias                                   | Independente                              | Kim Dae-jung                              |
| —                                                                             |                                           | Jeon Yun-churl 전윤철 田允喆 (nascido em 1939) Interino                   | 31 de julho de 2002                       | 9 de agosto de 2002                       | 9 dias                                    | Independente                              | Kim Dae-jung                              |
| —                                                                             |                                           | Chang Dae-whan 장대환 張大煥 (nascido em 1952) Interino                   | 9 de agosto de 2002                       | 10 de setembro de 2002                    | 32 dias                                   | Independente                              | Kim Dae-jung                              |
| 34                                                                            |                                           | Kim Suk-soo 김석수 金碩洙 (nascido em 1932)                               | 10 de setembro de 2002                    | 26 de fevereiro de 2003                   | 169 dias                                  | Independente                              | Kim Dae-jung                              |
| 35 (30)                                                                       |                                           | Goh Kun 고건 高建 (nascido em 1938)                                       | 27 de fevereiro de 2003                   | 24 de julho de 2004                       | 1 ano, 148 dias                           | Independente                              | Roh Moo-hyun                              |
| —                                                                             |                                           | Lee Hun-jai 이헌재 李憲宰 (nascido em 1944) Interino                      | 25 de julho de 2004                       | 30 de julho de 2004                       | 5 dias                                    | Independente                              | Roh Moo-hyun                              |
| 36                                                                            |                                           | Lee Hae-chan 이해찬 李海瓚 (nascido em 1952)                              | 30 de julho de 2004                       | 15 de março de 2006                       | 1 ano, 228 dias                           | Uri                                       | Roh Moo-hyun                              |
| —                                                                             |                                           | Han Duck-soo 한덕수 韓悳洙 (nascido em 1949) Interino                     | 16 de março de 2006                       | 19 de abril de 2006                       | 34 dias                                   | Independente                              | Roh Moo-hyun                              |
| 37                                                                            |                                           | Han Myeong-sook 한명숙 韓明淑 (nascida em 1944)                           | 20 de abril de 2006                       | 6 de março de 2007                        | 320 dias                                  | Uri                                       | Roh Moo-hyun                              |
| —                                                                             |                                           | Kwon O-kyu 권오규 權五奎 (nascido em 1952) Interino                       | 7 de março de 2007                        | 2 de abril de 2007                        | 26 dias                                   | Independente                              | Roh Moo-hyun                              |
| 38                                                                            |                                           | Han Duck-soo 한덕수 韓悳洙 (nascido em 1949)                              | 2 de abril de 2007                        | 29 de fevereiro de 2008                   | 333 dias                                  | Independente                              | Roh Moo-hyun                              |
| 39                                                                            |                                           | Han Seung-soo 한승수 韓昇洙 (nascido em 1936)                             | 29 de fevereiro de 2008                   | 28 de setembro de 2009                    | 1 ano, 212 dias                           | Grande Partido Nacional                   | Lee Myung-bak                             |
| 40                                                                            |                                           | Chung Un-chan 정운찬 鄭雲燦 (nascido em 1947)                             | 29 de setembro de 2009                    | 11 de agosto de 2010                      | 316 dias                                  | Independente                              | Lee Myung-bak                             |
| —                                                                             |                                           | Yoon Jeung-hyun 윤증현 尹增鉉 (nascido em 1946) Interino                  | 11 de agosto de 2010                      | 1 de outubro de 2010                      | 51 dias                                   | Grande Partido Nacional                   | Lee Myung-bak                             |
| 41                                                                            |                                           | Kim Hwang-sik 김황식 金滉植 (nascido em 1948)                             | 1 de outubro de 2010                      | 26 de fevereiro de 2013                   | 2 anos, 148 dias                          | Independente                              | Lee Myung-bak                             |
| 42                                                                            |                                           | Chung Hong-won 정홍원 鄭烘原 (nascido em 1944)                            | 26 de fevereiro de 2013                   | 16 de fevereiro de 2015                   | 1 ano, 355 dias                           | Independente                              | Park Geun-hye                             |
| 43                                                                            |                                           | Lee Wan-koo 이완구 李完九 (1950–2021)                                     | 17 de fevereiro de 2015                   | 27 de abril de 2015                       | 69 dias                                   | Saenuri                                   | Park Geun-hye                             |
| —                                                                             |                                           | Choi Kyoung-hwan 최경환 崔炅煥 (nascido em 1955) Interino                 | 27 de abril de 2015                       | 18 de junho de 2015                       | 52 dias                                   | Saenuri                                   | Park Geun-hye                             |
| 44                                                                            |                                           | Hwang Kyo-ahn 황교안 黃敎安 (nascido em 1957)                             | 17 de junho de 2015                       | 11 de maio de 2017                        | 1 ano, 328 dias                           | Independente                              | Park Geun-hye                             |
| 44                                                                            | Hwang Kyo-ahn (Interino)                  | Hwang Kyo-ahn 황교안 黃敎安 (nascido em 1957)                             | 17 de junho de 2015                       | 11 de maio de 2017                        | 1 ano, 328 dias                           | Independente                              |                                           |
| —                                                                             |                                           | Yoo Il-ho 유일호 柳一鎬 (nascido em 1955) Interino                        | 11 de maio de 2017                        | 31 de maio de 2017                        | 20 dias                                   | Liberdade da Coreia                       | Moon Jae-in                               |
| 45                                                                            |                                           | Lee Nak-yon 이낙연 李洛淵 (nascido em 1951)                               | 31 de maio de 2017                        | 14 de janeiro de 2020                     | 2 anos, 228 dias                          | Democrático                               | Moon Jae-in                               |
| 46                                                                            |                                           | Chung Sye-kyun 정세균 丁世均 (nascido em 1950)                            | 14 de janeiro de 2020                     | 16 de abril de 2021                       | 1 ano, 92 dias                            | Democrático                               | Moon Jae-in                               |
| —                                                                             |                                           | Hong Nam-ki 홍남기 洪楠基 (nascido em 1960) Interino                      | 16 de abril de 2021                       | 13 de maio de 2021                        | 27 dias                                   | Independente                              | Moon Jae-in                               |
| 47                                                                            |                                           | Kim Boo-kyum 김부겸 金富謙 (nascido em 1958)                              | 14 de maio de 2021                        | 11 de maio de 2022                        | 362 dias                                  | Democrático                               | Moon Jae-in                               |
| —                                                                             |                                           | Choo Kyung-ho 추경호 秋慶鎬 (nascido em 1960) Interino                    | 12 de maio de 2022                        | 20 de maio de 2022                        | 8 dias                                    | Poder Popular                             | Yoon Suk-yeol                             |
| 48 (38)                                                                       |                                           | Han Duck-soo 한덕수 韓悳洙 (nascido em 1949)                              | 21 de maio de 2022                        | 27 de dezembro de 2024                    | 2 anos, 220 dias                          | Independente                              | Yoon Suk-yeol                             |
| —                                                                             |                                           | Choi Sang-mok 최상목 崔相穆 (nascido em 1963) Interino                    | 27 de dezembro de 2024                    | 24 de março de 2025                       | 87 dias                                   | Independente                              | Yoon Suk-yeol                             |
| 48 (38)                                                                       |                                           | Han Duck-soo 한덕수 韓悳洙 (nascido 1949)                                 | 24 de março de 2025                       | 1.º de maio de 2025                       | 38 dias                                   | Independente                              | Yoon Suk-yeol                             |
| —                                                                             |                                           | Lee Ju-ho 이주호 李周浩 (nascido 1961) Interino                           | 1.º de maio de 2025                       | 3 de julho de 2025                        | 63 dias                                   | Independente                              | Lee Ju-ho (Interino)                      |
| 49                                                                            |                                           | Kim Min-seok 김민석 金民錫 (nascido 1964)                                 | 3 de julho de 2025                        | presente                                  | 0 dias                                    | Democrático                               | Lee Jae-myung                             |